# La quarta profezia (videogioco)

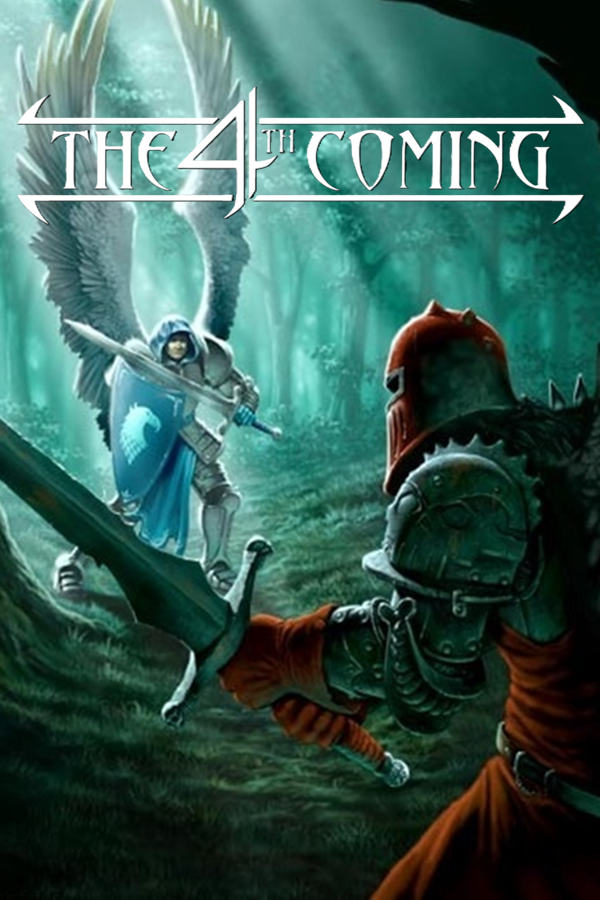
Immagine promozionale con il titolo inglese The 4th Coming

La quarta profezia (La quatrième prophétie), abbreviato ufficialmente L4P, è un videogioco MMORPG pubblicato inizialmente dall'azienda quebecchese Vircom Interactive nel 1998 per Windows. Nel 2006 venne acquisito dalla ditta statunitense Dialsoft.
Consiste in un mondo persistente fantasy, con funzionamento simile a quello di Ultima Online. La grafica è in terza persona isometrica, il gameplay è orientato all'azione ed è presente un sistema di quest.
È stato in assoluto il primo MMORPG grafico ospitato su un server italiano ufficiale e completamente localizzato in italiano. Il server italiano fu avviato il 1º giugno 2001, gestito dal provider di gioco online GamersRevolt in collaborazione con l'Internet provider CTOnet. Nell'ottenere l'esclusiva per l'Italia subentrarono alla Paralleli s.r.l., che già gestiva una comunità di giocatori e aveva creato l'ambientazione italiana, il mondo immaginario di Altea.
In Francia il gioco venne lanciato con grande successo verso la fine del 2000 da France Telecom. La cinese Wayi International Digital Entertainment acquisì l'esclusiva per alcuni paesi dell'Estremo Oriente.
Il gioco non è mai stato venduto su CD, ma è scaricabile gratuitamente; chi utilizzava il server italiano collegandosi tramite un Internet provider diverso da CTOnet doveva pagare un abbonamento.
La versione italiana venne chiusa nel 2005 circa, periodo in cui fallì la CTO. Con il titolo inglese The 4th Coming, abbreviato ufficialmente T4C, il gioco è ancora attivo al 2024.